# Abigail Irozuru
Abigail Irozuru (née le 3 janvier 1990 à Manchester) est une athlète britannique, spécialiste du saut en longueur.

## Biographie
En 2019, elle se classe septième des Championnats d'Europe en salle, et deuxième des championnats d'Europe par équipes, derrière l'Allemande Malaika Mihambo. Elle participe aux championnats du monde 2019 à Doha et termine à la septième place avec un saut à 6,64 m. Lors de cette même saison, elle porte son record personnel à 6,86 m, le 25 août à Birmingham.

## Palmarès
| Date | Compétition           | Lieu | Résultat | Épreuve          | Temps  |
| ---- | --------------------- | ---- | -------- | ---------------- | ------ |
| 2019 | Championnats du monde | Doha | 7e       | Saut en longueur | 6,64 m |